# Arthur Somerville Archdale
Arthur Somerville Archdale, britanski general, * 8. september 1882, Baldock, Hertfordshire, Anglija, † 30. marec 1948, Camberley, Surrey, Anglija.